# Marie Deloge
Pour les articles homonymes, voir Deloge.
Marie Deloge, née le 8 juin 1997 à Quimperlé, est une tumbleuse française.

## Carrière
Marie Deloge est médaillée de bronze aux Championnats du monde de trampoline 2017 à Sofia avec Lauriane Lamperim, Émilie Wambote et Léa Callon. Le quatuor français est aussi médaillé de bronze aux Championnats d'Europe de trampoline 2016 et aux Championnats d'Europe de trampoline 2018.
Avec Léa Callon, Émilie Wambote et Isma Laanaya, elle remporte la médaille de bronze en tumbling par équipe aux Championnats du monde de trampoline 2019 à Tokyo.
Aux Championnats du monde 2023 à Birmingham, elle remporte la médaille d'argent en tumbling par équipes avec Maëlle Dumitru-Marin, Candy Brière-Vetillard et Maëlie Abadie.